# Монтезума (Џорџија)
Монтезума (Џорџија) (енгл. Montezuma) град је у америчкој савезној држави Џорџија. По попису становништва из 2010. у њему је живело 3.460 становника.

## Демографија
Према попису становништва из 2010. у граду је живело 3.460 становника, што је 539 (13,5%) становника мање него 2000. године.
| Група             | 2000.         | 2010.         |
| Белци             | 1.113 (27,8%) | 761 (22,0%)   |
| Афроамериканци    | 2.793 (69,8%) | 2.557 (73,9%) |
| Азијати           | 15 (0,4%)     | 73 (2,1%)     |
| Хиспаноамериканци | 56 (1,4%)     | 36 (1,0%)     |
| Укупно            | 3.999         | 3.460         |